# Eva Kolenová
Eva Kolenová (* 1. květen 1985 Bánovce nad Bebravou) je slovenská fotbalistka, která hrává na pozici obránce. V současnosti je hráčkou prvoligového rakouského klubu SKV Altenmarkt.

## Reprezentace
V slovenské reprezentaci žen debutovala v roce 2003.

## Úspěchy
- Mistryně Slovenska 2010 (s Duslo Šaľa)
- Slovenský pohár 2010 (s Duslo Šaľa)
- Fotbalistka roku 2006, 2010, 2011 [1]